# Alfred Pringsheim

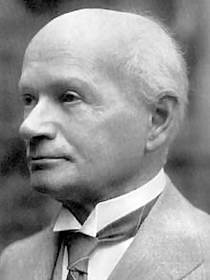
Alfred Pringsheim

Alfred Pringsheim in jüngeren Jahren

Alfred Pringsheim (* 2. September 1850 in Ohlau, Provinz Schlesien; † 25. Juni 1941 in Zürich, Schweiz) war ein deutscher Mathematiker, Kunstsammler und Kunstmäzen.

## Familie und akademische Laufbahn
Alfred Pringsheim entstammte einer äußerst wohlhabenden deutsch-jüdischen Familie aus Schlesien. Er war neben seiner Schwester Martha das erste Kind und einziger Sohn des oberschlesischen Eisenbahnunternehmers und Kohlegrubenbesitzers Rudolf Pringsheim (1821–1906) und seiner Frau Paula, geb. Deutschmann (1827–1909).
Pringsheim besuchte das Maria-Magdalenen-Gymnasium in Breslau. In den Fächern Musik und Mathematik war er ein hochbegabter Schüler. Ab 1868 studierte er Mathematik und Physik an der Friedrich-Wilhelms-Universität Berlin und an der Ruprecht-Karls-Universität Heidelberg. 1872 wurde er dort bei Leo Königsberger zum Doktor der Mathematik promoviert. 1875 übersiedelte er von Berlin, wo seine Eltern lebten, nach München, um sich dort 1877 zu habilitieren. Zwei Jahre später wurde er Privatdozent an der Ludwig-Maximilians-Universität München.

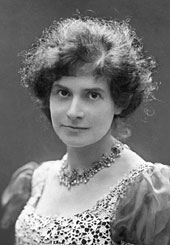
Hedwig Pringsheim als junge Frau

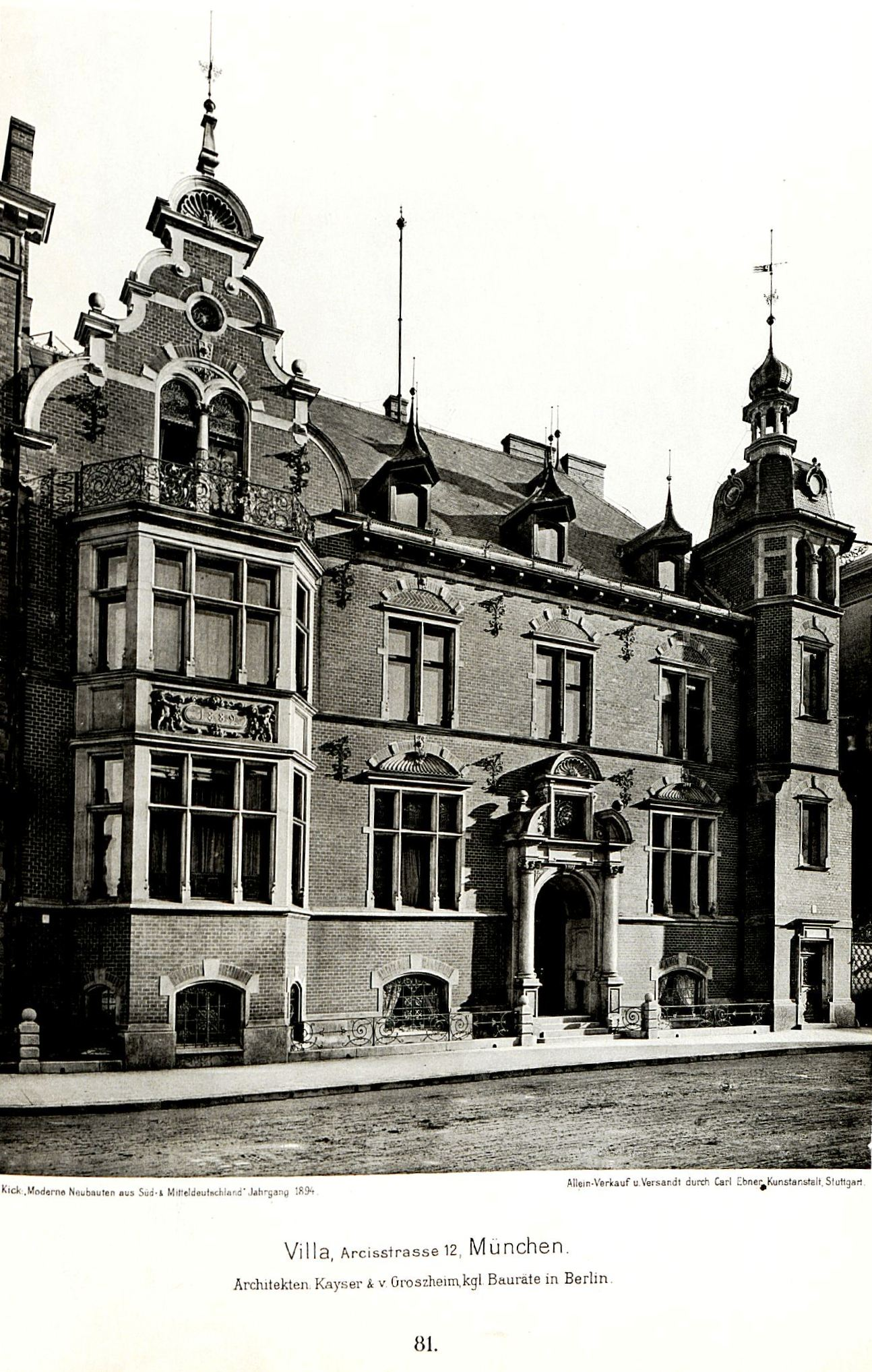
Palais Pringsheim in der Arcisstraße 12

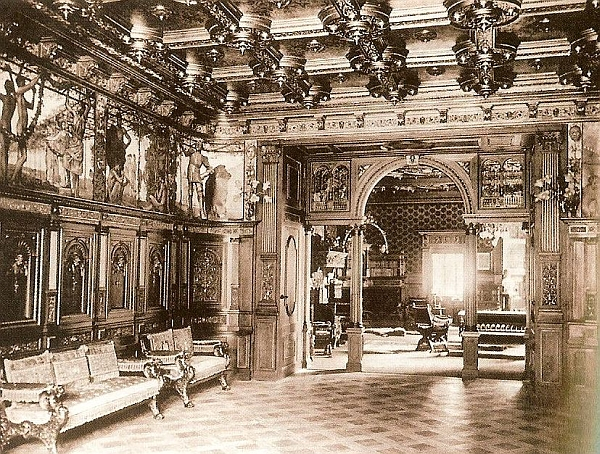
Innenansicht

1878 heiratete er die Berliner Schauspielerin Gertrude Hedwig Anna Dohm (1855–1942), deren Mutter die Frauenrechtlerin Hedwig Dohm (1831–1919) war. Sie bekamen fünf Kinder: Erik (1879–1909), Peter (1881–1963), Heinz (1882–1974) und die Zwillinge Klaus (1883–1972) und Katharina (1883–1980), genannt Katia. Die Kinder wurden 1885 protestantisch getauft. Erik wurde wegen seines Lebenswandels und seiner Spielschulden nach Argentinien verbannt, wo er jung starb. Peter und Klaus schlugen die akademische Laufbahn ein und hatten Professuren für Physik bzw. Komposition inne. Heinz war promovierter Archäologe. Die Tochter Katia war eine der ersten Abiturientinnen Münchens und gehörte zu den ersten aktiven Studentinnen an der Münchener Universität. Sie wurde später die Ehefrau des Schriftstellers Thomas Mann. Mann hat seinen Schwiegervater in der Person des Samuel Spoelman in seinem Roman Königliche Hoheit dargestellt.

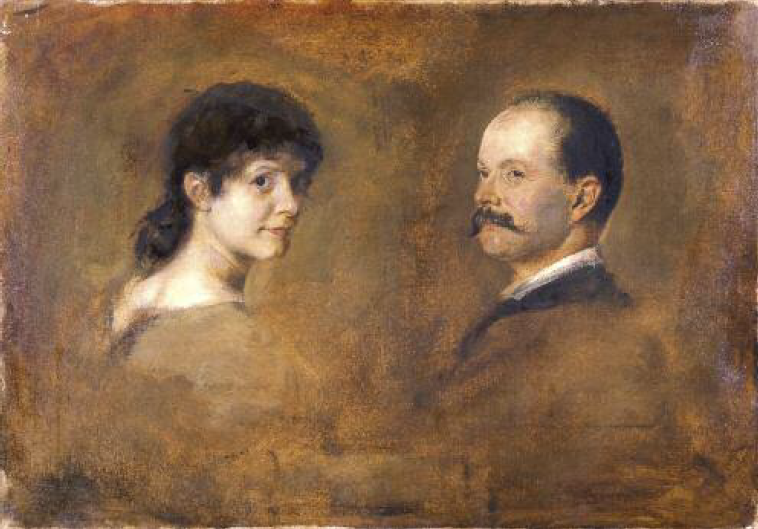
Alfred und Hedwig Pringsheim, 1891 porträtiert von Franz von Lenbach

Im Jahr 1886 wurde Pringsheim an der Ludwig-Maximilians-Universität zum außerordentlichen Professor der Mathematik ernannt. 1889 bezog er mit seiner Familie die Neo-Renaissance-Villa in der Arcisstraße 12. Das Haus wurde vom Berliner Büro Kayser & von Großheim entworfen, die Inneneinrichtung von Joh. Wachter und Hofmöbelfabrikant O. Fritsche in München geliefert.
1898 erfolgte Pringsheims Wahl zum ordentlichen Mitglied der Bayerischen Akademie der Wissenschaften, aus der er 1938 entlassen wurde. 1901 wurde er zum ordentlichen Professor der Münchner Universität ernannt. 1906 war er Präsident der Deutschen Mathematiker-Vereinigung. 1922 wurde er emeritiert. An der Akademie der Wissenschaften zu Göttingen war er ein korrespondierendes Mitglied. Die Leopoldina ernannte ihn ebenfalls zu ihrem Mitglied.
Neben Mathematik hat sich Pringsheim seit seiner Jugend intensiv mit Musik beschäftigt. So bearbeitete er verschiedene Kompositionen Richard Wagners für Klavier. Später beschäftigte er sich auch mit kunstwissenschaftlichen Dingen und baute eine bedeutende Kunstsammlung (Majolika und Gemälde) auf. Besonders hervorzuheben ist seine Sammlung von Werken der Gold- und Silberschmiedekunst der Renaissance.

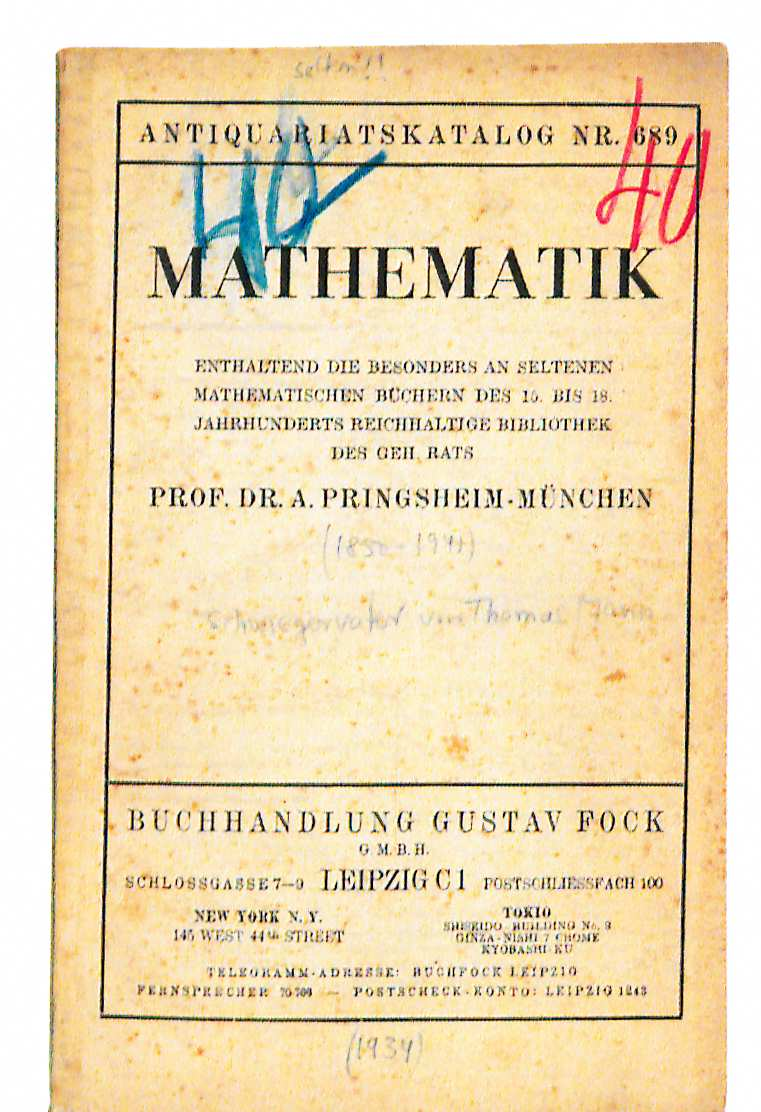
Versteigerung der bei der Emigration zurückgelassenen mathematischen Fachbibliothek mit 3.353 Titeln (1934)

## Mathematische Arbeiten
Auf dem Gebiet der Mathematik veröffentlichte Pringsheim zahlreiche Arbeiten zur Funktionentheorie. Hier widmete er sich besonders den unendlichen Reihen. Dazu schrieb er Abhandlungen in den Mathematischen Annalen und den Sitzungsberichten der Bayerischen Akademie. Weitere Themen waren die Grundlagen der Arithmetik und der Funktionenlehre, die er als Artikel für die Enzyklopädie der mathematischen Wissenschaften schrieb.
Er trat vor allem als Vertreter der Weierstraßschen Analysis auf und befasste sich besonders mit der Geschichte der Mathematik sowie mit reellen und komplexen Funktionen.

## Bekanntschaft mit der Familie Wagner
Schon in jungen Jahren beschäftigte sich Pringsheim intensiv mit Musik, wobei er insbesondere von den Werken von Richard Wagner fasziniert war. So führte er eine Korrespondenz mit Wagner persönlich, die er später mit ins Exil in die Schweiz nahm. Die musikalische Neigung führte dazu, dass er einige Bearbeitungen von Werken Wagners veröffentlichte. Auch betätigte er sich als Schriftsteller auf dem Gebiet der Musik sowie als Arrangeur von Wagners Werken.
Die Bekanntschaft mit Wagner war so intensiv, dass er ihn finanziell sehr förderte und auch die Festspiele in Bayreuth unterstützte. Als Dank erhielt er eine Urkunde, die ihn als „Patron“ titulierte und ihm ein Anrecht auf einen Sitzplatz bei bestimmten Aufführungen zusicherte. 

Patronat-Schein von Alfred Pringsheim aus dem Jahr 1872

Seine Enkelin Erika Mann schrieb in ihren Erinnerungen über die Bekanntschaft mit Wagner, Pringsheim habe sich sogar einmal auf ein Duell eingelassen, als jemand Wagner beleidigte. Den Spitznamen „Schoppenhauer“ erwarb er sich, weil er am 15. August 1876 in einem Bayreuther Restaurant einem Gast, der sich abfällig über Wagner geäußert hatte, ein Bierglas auf den Kopf schlug.

## Einkommen und NS-Verfolgung
Pringsheim war allein durch Familienvermögen sehr wohlhabend. Als ordentlicher Professor hatte er zusätzlich ein sehr gutes Monatsgehalt. Nach dem Tod des Gründervaters im Jahr 1913 verfügte er über ein Vermögen von 13 Millionen und ein jährliches Einkommen von 800.000 Mark, was nach heutigem Geldwert einem Vermögen von rund 85,5 Millionen bzw. einem Einkommen von 5,3 Millionen Euro entspricht.
In seinem Münchener Wohnhaus in der Arcisstraße 12 traf sich „an großen Abenden ganz München“. Diese großbürgerliche Villa erschien allerdings im Verhältnis zum elterlichen „Palais Pringsheim“ in Berlin eher bescheiden.
Mit dem Ersten Weltkrieg begann jedoch auch für ihn der finanzielle Abstieg. Er betrachtete sich als deutschen Staatsbürger, der den „mosaischen Glauben“ nicht mehr praktizierte. Doch die christliche Taufe hatte er stets verweigert. Als „deutscher Patriot“ zeichnete er Kriegsanleihen, die nach dem Krieg ihren Wert verloren hatten, sodass er damit einen großen Teil seines Kapitalvermögens einbüßte. Die Folgen der fatalen Hyperinflation von 1922/1923 führten zu weiteren großen Verlusten. Als Folge musste er sich von Teilen seiner Kunstsammlung trennen, darunter vermutlich dem Wand-Fries von Hans Thoma. Die Verluste kommentierte er mit den Worten: „Ich lebe von der Wand in den Mund.“
Nach der Machtübernahme durch die Nationalsozialisten 1933 wollte der über Achtzigjährige nicht wie die meisten seiner Angehörigen ins Ausland gehen, sondern in Deutschland bleiben. Als die Verfolgung und die Enteignung der jüdischen Bevölkerung begann, ging er den ganzen Weg der Erniedrigung und Entrechtung, die das NS-Regime den Bürgern jüdischer Abstammung aufzwang. Eine Ausreise wurde ihm zunächst verweigert. Auch Winifred Wagner konnte den alten Wagner-Verehrern nicht mehr helfen. Durch die Intervention seines ehemaligen Nachbarn Karl Haushofer, der mit Rudolf Heß befreundet war, und des Mathematik-Professors Oskar Perron, eines ehemaligen Studenten von Alfred Pringsheim, sowie durch die Initiative eines couragierten SS-Mannes, der ihnen im letzten Augenblick Pässe beschaffte, gelang es ihm, am 31. Oktober 1939 mit seiner Frau in die Schweiz nach Zürich auszureisen. Mit dem Resterlös der von den Nationalsozialisten schnell vorangetriebenen Zwangsversteigerung der Majolika-Sammlung konnte er die sogenannte Reichsfluchtsteuer bezahlen.
Sein Haus wurde 1933 an die NSDAP zwangsverkauft. Es wurde abgerissen und an dessen Stelle ein Verwaltungsbau der NSDAP errichtet, in dem bis 1945 die Kartei aller deutschen NSDAP-Mitglieder lagerte. Heute heißt der Bau Münchner Haus der Kulturinstitute. Die aktuelle Adresse lautet Katharina-von-Bora-Straße 10; die Arcisstraße ist inzwischen kürzer als zur Zeit Pringsheims.
Pringsheim starb am 25. Juni 1941 in Zürich. Angeblich verbrannte seine Frau daraufhin den gesamten in die Schweiz mitgenommenen Nachlass Alfred Pringsheims, darunter die Briefe von Richard Wagner. Ein Jahr später starb auch sie.

## Würdigung
„Wenn die Götter vor die Tüchtigkeit den Schweiß gesetzt haben, so blieb ihm solche Mühseligkeit fast durchweg erspart: er brauchte nicht den von Hesiod angesagten Steilweg schwitzend emporzukeuchen, vielmehr war es ihm vergönnt, ohne schmerzvolle Strapaz, wie im Euphorionfluge seine hochgesteckten Ziele zu erreichen. Noch sehe ich ihn vor mir, wie er im Heidelberger mathematischen Seminar den Kommilitonen schwierige selbstbearbeitete Probleme vortrug; mit elastischen, temperamentvoll rhythmisierten Bewegungen, stets elegant gekleidet, mit einer Blume im Knopfloch; das war kein bescheiden dahintastender Student, sondern mit Vorwegnahme der eigenen Zukunft, ein fertiger Präzeptor, der sein Material virtuos beherrschte und es ebenso mühelos wie eindringlich seiner jugendlichen Hörerschaft zuführte. Keinen konnte es überraschen, daß er „summa cum laude“ promovierte und daß seine akademische Laufbahn dieser glänzenden Erprobung entsprach. In seinem Aufstieg vom Dozenten zur ordentlichen Professur an der Universität München lag die Anerkennung für seine Arbeiten, mit denen er als Erforscher die Mathematik bereicherte, zumal ihrer Bekrönung, der Funktionentheorie, neue Juwelen einsetzte […]. Als Kunstsammler hat er sich mit erlesenem Geschmack ein stattliches, zumal in Bildminiaturen köstliches Privatmuseum errichtet. Pringsheims Majolikasammlung gilt als die vollständigste und wertvollste aller existierenden Privatsammlungen […]. Im Felde der Tonkunst leistete er schon als ganz junger Mensch Ersprießliches […]. [F]ür die Gediegenheit dieser Transkriptionen zeugt die Tatsache, daß so urteilsstrenge Musikverlage wie Breitkopf und Schott eine Auswahl der Pringsheimischen Arbeiten erwarben und dem großen Publikum zuführten.“

## Werke
- Richard Wagner und sein neuester Freund. Eine Erwiderung auf Herrn Dr. Gotthelf Häbler's „Freundesworte“. E. W. Fritzsch, Leipzig 1873 (eingeschränkte Vorschau in der Google-Buchsuche [abgerufen am 2. September 2020]).
- Daniel Bernoulli – Versuch einer neuen Theorie der Wertbestimmung von Glücksfällen, 1896
- Irrationalzahlen und Konvergenz unendlicher Prozesse, Leipzig 1898
- Über Wert und angeblichen Unwert der Mathematik – Festrede gehalten in der öffentlichen Sitzung der Königlich Bayerischen Akademie der Wissenschaften zu München zur Feier ihres 145. Stiftungstages am 14. März 1904
- Uber Konvergenz und Funktionentheoretischen Charakter Gewisser Limitar-Periodischer Kettenbruche, München 1910
- Majolica, Leiden 1910
- Über den Taylorschen Lehrsatz für Funktionen einer reellen Veränderlichen, Sonderabdruck der Königlichen Akademie der Wissenschaften 1913,
- Vorlesungen über Zahlenlehre – Erster Band Zweite Abteilung, I.2, Unendliche Reihen mit Reellen Gliedern, Leipzig 1916
- Über singuläre Punkte gleichmässiger Konvergenz – Vorgetragen am 6. Dezember 1919 in München, Bayerische Akademie der Wissenschaften 1920 (Sitzungsberichte des Bayerischen Akademie der Wissenschaften, Mathematisch-Physikalische Klasse; Sonderabdruck Jahrgang 1919)
- Grundlagen der allgemeinen Funktionenlehre
- Vorlesungen über Funktionslehre. Erste Abteilung: Grundlagen der Theorie der analytischen Funktionen einer komplexen Veränderlichen, Leipzig und Berlin 1925
- Vorlesungen über Zahlen- und Funktionenlehre, 2 Bände (Bibliotheca Mathematica Teubneriana, Bände 28,29). Leipzig, 1916–1932
- Kritisch-historische Bemerkungen zur Funktionentheorie, Reprint 1986, ISBN 3-7696-4071-3
- Verzeichnis seiner mathematischen Arbeiten 1875–1933, München 1934. (Digitalisat Univ. Heidelberg)

## Film
- „Frau Thomas Mann“, Buch und Regie: Birgit Kienzle, Erstausstrahlung: ARD, 9. August 2005
- Die Manns – Ein Jahrhundertroman, Buch: Horst Königstein und Heinrich Breloer, Regie: Heinrich Breloer, WDR 2001